# Alberto Cova
Alberto Cova (* 1. prosince 1958 Inverigo, Itálie) je bývalý italský atlet, olympijský vítěz z roku 1984 v Los Angeles, mistr světa z roku 1983 v Helsinkách a mistr Evropy z roku 1982 v Athénách v běhu na 10 000 metrů.
Mezi světovou špičkou se objevil v roce 1982, kdy získal zlatou medaili v běhu na 10 000 metrů na mistrovství Evropy v Athénách. O rok později se stal mistrem světa na stejné trati při premiéře světového šampionátu v Helsinkách. Zlatý hattrick dovršil vítězstvím v běhu na 10 000 metrů na olympiádě v Los Angeles v roce 1984.